# Gerhard Stadelmaier
Gerhard Stadelmaier (* 11. April 1950 in Stuttgart) ist ein deutscher Journalist und Theaterkritiker. Bei der Frankfurter Allgemeinen Zeitung war er im Feuilleton für das Theaterressort verantwortlich. 

## Leben
Gerhard Stadelmaier wuchs in Schwäbisch Gmünd auf. Er studierte Germanistik und  Geschichte an der Eberhard Karls Universität Tübingen. Während des Studiums war er Mitarbeiter bei den Schwäbisch Gmünder Lokalblättern. Danach volontierte er bei der Stuttgarter Zeitung. Dort war er 1978 bis 1989 als Feuilletonredakteur und Theaterkritiker tätig. 1979 wurde er bei Wilfried Barner mit einer Arbeit über Gotthold Ephraim Lessing auf der Bühne promoviert. Im Feuilleton der FAZ war er von 1989 bis 2015 der für das Theater und für die Theaterkritik verantwortliche Redakteur. Seit 2003 ist er auch Professor für Theaterkritik an der Hochschule für Musik und Darstellende Kunst Frankfurt am Main.
Stadelmaier lebt in Bad Nauheim, ist verheiratet und hat zwei Söhne. Sein Sohn Philipp Stadelmaier ist Schriftsteller und Filmkritiker.

## Übergriff durch Schauspieler Thomas Lawinky 2006
Am 16. Februar 2006 besuchte der Theaterkritiker die Premiere des Stücks Das große Massakerspiel oder Triumph des Todes von Eugène Ionesco (Inszenierung: Sebastian Hartmann) am Schauspiel Frankfurt. Im Rahmen der Handlung wurde dieser durch Thomas Lawinky in seine Aktionen eingebunden, indem er Stadelmaier den Notizblock mit dessen Impressionen wegnahm und – nach kurzem Durchblättern bei den Worten: „Mal sehen, was der Kerl da schreibt!“ – wieder zurückgab. Als Stadelmaier die Aufführung daraufhin verließ, rief er ihm noch „Hau ab, du Arsch! Verpiss dich!“ nach. Stadelmaier sah dies als einen Angriff auf seine Rolle als Kritiker und auch seine Person selbst und vertrat diese Einstellung sehr medienoffen nach außen, u. a. am folgenden Tag in der F.A.Z. unter dem Titel Angriff auf einen Kritiker. Als Reaktion darauf kündigte Thomas Lawinky, um seiner Entlassung zuvorzukommen. Infolgedessen entbrannte eine Diskussion innerhalb der deutschen Theaterlandschaft, wobei bekannte Theaterleute auch Partei für den Schauspieler Lawinky ergriffen, so bot zum Beispiel Claus Peymann diesem einen Platz im von ihm geleiteten Berliner Ensemble an.

## Auszeichnungen
- 2005 Hildegard-von-Bingen-Preis für Publizistik[2]
- 2011 Herbert-Riehl-Heyse-Preis[3]
- 2016 Deutscher Sprachpreis[4]

## Bücher (Auswahl)
- Lessing auf der Bühne – Ein Klassiker im Theateralltag (1968–1974). (Zugleich Dissertation Fachbereich Neuphilologie Univ. Tübingen, 1979), (Medien in Forschung + Unterricht, Ser. A; Bd. 2), Niemeyer Verlag, Tübingen 1980, ISBN 3-484-10423-6
- Letzte Vorstellung – Eine Führung durchs deutsche Theater. Mit Photographien von Hermann und Clärchen Baus. Die andere Bibliothek Bd. 105. Eichborn Verlag, Frankfurt am Main 1993, ISBN 3-8218-4105-2
- Traumtheater – Vierundvierzig Lieblingsstücke. Die andere Bibliothek Bd. 148, Eichborn Verlag, Frankfurt am Main 1997, ISBN 3-8218-4148-6
- Parkett, Reihe 6, mitte. Meine Theatergeschichte, Paul Zsolnay Verlag, Wien 2010, ISBN 978-3-552-05517-9 (Das Vorwort zu diesem Buch erschien als Vorabdruck unter dem Titel Der Kritiker und sein Theater.[5])
- Das Glückskind als Gottesversucher. Er ist der König des Welttheaters, als Regisseur ein Zauberer, das Genie der größten Einfachheit: Heute wird das Wunder Peter Brook neunzig Jahre jung. In: Frankfurter Allgemeine Zeitung, 21. März 2015, S. 11. Online-Version
- Regisseurstheater. Auf den Bühnen des Zeitgeists. Zu Klampen Verlag, Springe 2016, ISBN 978-3-86674-522-3
- Umbruch. Roman. Wien, Paul Zsolnay Verlag, 2016, ISBN 978-3-552-05799-9.
- Deutschlandglotzen: Ganze Tage vor dem Fernseher. Essay, Zu Klampen Verlag, Springe 2020, ISBN 978-3866746343